# Lago Bettenauer Weiher
O Lago Bettenauer Weiher é um lago localizado entre Jonschwil e Oberuzwil no cantão de St. Gallen, Suíça. O lago foi formado no século XV, quando uma barragem foi construída para suportar um tanque de peixes. 